# 苗栗縣私立全人實驗高級中學
苗栗縣私立全人實驗高級中學，簡稱全人中學，是台灣第一所招收青少年的自由民主學校，位於苗栗縣卓蘭鎮山區。創立於1995年9月24日，係受410教改運動影響，由畫家程延平邀集部分教育工作者和十多名家長，於卓蘭山區購地興辦。該校創立14年後，方於2009年立案，成為合法私立實驗高級中學。與標榜民主教育的學校如英國夏山学校、美國瑟谷學校、台灣森林小學、種籽學苑（種籽實驗小學）類同，屬人本主義教育學校。

## 學校簡介
全人中學命名來自「全人」教育理念。主張除專業能力外，對於公領域或跨領域也有夠深、夠廣的認識。學校核心價值為自由和寬容。
全校招收12歲到18歲學生約70人，老師約15人，是住宿學校。採學分制，分成必修和選修。必修學分包括：國文、英文、數學、社會、科學等基礎科目，而選修學分包括：肢體課、戲劇課、樂器課等等。學生得以連署要求學校為特殊題材提供師資和課程。每門課人數和制度都不相同，通常是7到12人之間。校風開放，如學生有是否進教室、於教室內上課的權擇權。因此學生較無興趣的基礎科目需依靠老師的課程設計引起興趣。
自治會亦為此校特色，相較他校具更多權限，與校務會議平等。校務會議決定教學議題，而自治會綜理校規及衝突解決等生活事務。
因校地交通不便，為方便假日往返，學校日程以兩星期為一單位的「大週」計，每大週自星期二至隔週的星期四，星期四晚上到星期一中午則為假日。一個學期10個大週，寒暑假則和一般學校相同。

## 關於評鑑
全人中學自2009年完成立案程序後，即積極與主管機關溝通，高級中學既賦予實驗學校類型，自不應用一般私立學校的評鑑指標評鑑實驗學校；全人於2012年被迫受理一般私校評鑑，獲得五個四等。全人實中本來就是體制外的學校，例如學校設有學生法庭，由學生自主審查學生事務，取代訓育組應有的工作。

## 外部連結
- 全人實驗中學校方網站 （页面存档备份，存于）
- 全人實驗中學的Facebook專頁
- 全人實驗中學校友會 （页面存档备份，存于）

## 註腳
1. ↑  . 國立教育廣播電臺. 2018-08-08  [2019-02-20]. （原始内容存档于2020-08-14）.
2. ↑  .   [2019-02-20]. （原始内容存档于2021-01-22）.
3. ↑  張瀞文. . 親子天下. 親子天下. 2009年2月.
4. ↑  . 自由時報. 2015-01-03  [2015-01-03]. （原始内容存档于2016-03-02）.